# Ист Кејп Џирардо (Илиноис)
Ист Кејп Џирардо (енгл. East Cape Girardeau) град је у америчкој савезној држави Илиноис.

## Демографија
По попису из 2010. године број становника је 385, што је 52 (-11,9%) становника мање него 2000. године.
| Група             | 2000.       | 2010.       |
| Белци             | 420 (96,1%) | 365 (94,8%) |
| Афроамериканци    | 3 (0,7%)    | 13 (3,4%)   |
| Азијати           | 1 (0,2%)    | 0 (0,0%)    |
| Хиспаноамериканци | 10 (2,3%)   | 0 (0,0%)    |
| Укупно            | 437         | 385         |